# Корисні копалини Сполучених Штатів Америки
Корисні копалини Сполучених Штатів Америки

## Загальна характеристика
США забезпечує себе нафтою, газом, рудами урану, заліза, титану, ванадію, міді, свинцю, цинку, молібдену, вольфраму, берилію, літію, золота, срібла, фосфоритами, калійними солями, борними рудами (унікальне родовище Борон), флюоритом, сіркою, баритом. У той же час країна майже не має власних запасів марганцевих і хромових руд, бокситів, руд нікелю, кобальту, ртуті, сурми, олова, танталу і ніобію, азбесту (див. табл. 1).
Запаси міді, марганцю, нікелю, кобальту і інш. можуть бути істотно збільшені за рахунок використання бідних руд і руд океанічного дна. З 40 основних видів мінеральної сировини лише по 18 США забезпечують себе на 50 % і більше. Економіка США залежить від імпорту 68 видів сировини, і ця тенденція, очевидно, збережеться в майбутньому.
Таблиця 1. — Основні корисні копалини США станом на 1998–1999 рр.
| Корисні копалини                         | Запаси       | Запаси   | Вміст корисного компоненту в рудах, % | Частка у світі, % |
| Корисні копалини                         | Підтверджені | Загальні | Вміст корисного компоненту в рудах, % | Частка у світі, % |
| Метали платинової групи, т               | 310          |          | 22 г/т                                | 0,5               |
| Алмази, млн кар. -природних -ювелірних   |              | 1,8 1    |                                       | 0,1 0,2           |
| Боксити, млн т                           | 20           | 297      | 56 (Al2O3)                            | 0,1               |
| Барит, тис. т                            | 28000        | 50000    | 55 — 80 (BaSO4)                       | 8,3               |
| Оксид берилію, тис. т                    | 47           | 102      | 0,6 (ВеО)                             | 20,7              |
| Вольфрам, тис. т                         | 140          | 200      | 0,2 (WO3)                             | 5,4               |
| Залізні руди, млн т                      | 16000        | 25000    | 24 (Fe)                               | 9,3               |
| Золото, т                                | 4950         | 9350     | 0,5 — 1,7 г/т                         | 10,1              |
| Калійні солі в перерахунку на К2О, млн т | 70           | 170      | 12 (К2О)                              | 0,9               |
| Кобальт, тис. т                          | 2            | 14       | 0,05 (Со)                             |                   |
| Мідь, тис. т                             | 77516        | 117559   | 0,65 (Cu)                             | 11,6              |
| Молібден, тис. т                         | 2529         | 3905     | 0,023 — 0,19 (Мо)                     | 28,4              |
| Нафта, млн т                             | 2970,6       |          |                                       | 2,2               |
| Нікель, тис. т                           | 43           | 280      | 0,81 (Ni)                             | 0,1               |
| Олово, тис. т                            | 10           | 20       | 0,3                                   |                   |
| Плавиковий шпат, млн т                   | 2,3          | 6        | 41 (CaF2)                             | 1,2               |
| Природний горючий газ, млрд м³           | 4711         |          |                                       | 3,2               |
| Ртуть, тис. т                            |              | 0,5      | 0,35                                  | 0,4               |
| Свинець, тис. т                          | 11391        | 25391    | 3,5 (Pb)                              | 9,4               |
| Срібло, т                                | 52550        | 82690    | 190 г/т                               | 9,6               |
| Стибій, тис. т                           | 80           | 90       | 3                                     | 1,8               |
| Вугілля, млн т                           | 450000       | 1570300  |                                       |                   |
| Фосфорити, млн т                         | 256          | 902      | 20,5 (Р2О5)                           | 4,85              |
| Хромові руди, млн т                      | 17,1         |          | 26 (Cr2O3)                            | 0,38              |
| Цинк, тис. т                             | 22868        | 49368    | 3 (Zn)                                | 8,3               |
| Уран, тис. т                             | 110          | 110      | 0,11                                  | 4,3               |

## Окремі види корисних копалин
Див. також: Нафта і природний газ Сполучених Штатів Америки

### Вуглеводні
США мають великі запаси нафти і газу. За доведеними запасами нафти країна займає 3-є місце на Американському континенті (після Венесуели та Мексики), за доведеними запасами газу — 1-е місце (1999).
Нафтогазоносність в США пов'язана з 38 нафтогазоносними і 14 можливо нафтогазоносними басейнами. Ці басейни приурочені до западин і прилеглих до них піднять різного генезису в межах докембрійської і епігерцинської платформ, до серединних масивів і міжгірських западин всередині гірських складчастих споруд Кордильєр та епіплатформного орогена Скелястих гір (див. Нафтогазоносні басейни Скелястих гір), а також до передових і крайових прогинів в зонах зчленування цих платформ з гірськими спорудами Кордильєр і Аппалач та до областей прогину на стику периферійних структур Півн.-Американського континенту і Тихого, Атлантичного і Півн. Льодовитого океанів. Бл. 75 % всіх відкритих родов. розташовано в межах трьох найбільших басейнів країни — Мексиканської затоки нафтогазоносного басейну (зокрема родовище Монро), Пермського нафтогазоносного басейну (зокрема, родовище Воссон) і Західного внутрішнього нафтогазоносного басейну. Відкрито (на 1990-і рр.) понад 22500 нафтових і газонафтових та бл. 14000 газових, газоконденсатних і нафтогазових родов., з яких 5 унікальні з початковими пром. запасами понад 300 млн т нафти (Прадхо-Бей, Іст-Тексас, Уїлмінгтон, Мідвей-Сансет) або понад 500 млрд м³ газу (Панхандл-Хьюготон і Прадхо-Бей), бл. 200 великих (нафтових із запасами 30-300 млн т і газових із запасами 30-500 млрд м³), бл. 400 середніх (нафтових і газових із запасами 10-30 млн т нафти або 10-30 млрд м³ газу). Переважне число відкритих родов. є невеликими по запасах. У 60 найбільших нафт. і в 35 газових родов., запаси кожного з яких понад 50 млн т нафти або 50 млрд м³ газу, зосереджено відповідно 36 і 30 % початкових розвіданих запасів нафти або газу країни. На акваторіях Атлантичного, Тихого і Півн. Льодовитого океанів відкрито бл. 600 нафтових і газових родов., переважна частина яких — в Мексиканській затоці. Бл. 43 % запасів нафти країни і 39 % запасів газу пов'язані з палеозойськими відкладами, 20 % запасів нафти і 16 % запасів газу з мезозойськими, 37 % запасів нафти і 45 % запасів газу з кайнозойськими. Бл. 60 % початкових доведених запасів нафти і 45 % запасів газу зосереджені на глиб. до 3 км. Перспективними районами для відкриття нових родов. нафти і газу в США передусім є акваторії м. Бофорта, Чукотського і Берингова морів біля берегів Аляски, підводні продовження нафтогазоносних басейнів Каліфорнії, глибоководні ділянки в Мексиканській затоці, райони трогів Балтімор-Каньйон і Джорджес-Банк в Атлантичному ок. біля берегів сх. штатів країни, а на суші — пояси насувів в областях зчленування Кордильєр і Аппалач з Півн.-Амер. платформою і прибережними тер. Півн. Аляски.
За доведеними запасами нафти і газоконденсату найбагатші штати Техас (26 % запасів країни), Аляска (24 %), Каліфорнія (15.6 %). У шельфових родовищах зосереджено 14 % національних запасів нафти, понад 4/5 цих запасів приурочено до акваторій Мексиканської затоки. Максимальні потужності осадового чохла перевищують тут 15 км, в тому числі кайнозойського — 12 км. Локальні структури різноманітні — від діапірових куполів до тектонічно порушених ізоклінальних складок; їх амплітуди коливаються від десятків метрів до декількох кілометрів. Під потужними соляними куполами виявлено понад 1200 родовищ нафти. Усього в НГБ станом на 2000 р. відкрито понад 6800 нафтових родовищ на суші і понад 930 — у водах Мексиканської затоки. У Пермському НГБ Західного Техаса з потужністю осадового чохла до 8 км продуктивні нижньокрейдові пісковики, верхньопермські пісковики і доломіт, палеозойські пісковики, вапняки і доломіт, докембрійська кора вивітрювання. Усього в НГБ відкрито понад 6 тисяч нафтових родовищ з початковими запасами близько 6 млрд т. На Західному узбережжі США нафтоносні вузькі, довгасті в субмеридіональному напрямку міжгірські і передгірські басейни: Сонома-Орінда-Лівермор, Грейт-Валлі, Салінас-Куяма, Санта-Марія, Вентура-Санта-Барбара, Лос-Анджелес (унікальне за запасами родовище Вілмінгтон).
Прогнозні ресурси природного газу оцінені Комітетом по газових ресурсах (US Potential Gas Committee) на 1.01.1999 р. в 25.36 трлн м³ (на 1.01.1997 м. — 26.06 трлн м³). Крім того, прогнозні ресурси газу вугільних родовищ складають, за оцінкою, 4 трлн м³. Ресурси природного газу знаходяться в основних газоносних регіонах: Мексиканської затоки — 7513.6 трлн м³; Аляска — 5484.5 трлн м³; басейни Скелястих гір — 4245 трлн м³; Західний Внутрішній НГБ (Мідконтінент) — 3455.4 трлн м³; Приатлантичний регіон — 2940.4 трлн м³; Тихоокеанський регіон — 1052.8 трлн м³.
Існує тенденція збільшення запасів природного газу у США. За даними Адміністрації енергетичної інформації (EIA), тільки в 2001 р. запаси газу (сухий газ) зросли на 644 млрд куб.м. Запаси відкритих родовищ становили 101.26 млрд куб.м, приріст за рахунок уточнення запасів відомих родовищ — 463.55 млрд куб.м, запаси нових покладів на старих родовищах — 79.24 млрд куб.м. Приріст запасів перевищив видобуток на 31 % [Petroleum Economist. 2002. V.69, № 11].
За оцінками British Petroleum на 2003 р у США запаси нафти становлять 30 млрд бар., частка у світі — 3 %, за рівнем споживання майбутній продуктивний період — 11 р. Запаси газу (трлн куб.м), частка у світі і роки видобутку, що залишилися для США відповідно: 5 (3 %), 7 років.
Бітумінозні сланці. У США поширені бітумінозні (горючі) сланці, які приурочені г.ч. до девонських відкладів Аппалачського бас. і палеоген-неогенових відкладів регіону Скелястих гір. Найбільше значення мають еоценові відклади світи Ґрін-Рівер (Скелясті гори). Пласти потужністю понад 5 м займають тут площу 20 тис. км², вихід нафти понад 5,7 %. «Сланцева» нафта має густину 930–950 кг/м³, велику в'язкість і відрізняється від нафти звичайних родов. значним вмістом азотистих речовин і насичених сполук. Запаси нафти в сланцях Скелястих гір оцінюються в 20 млрд т, газу — в 17 трлн м³.

### Вугілля
Див. Вугілля Сполучених Штатів Америки

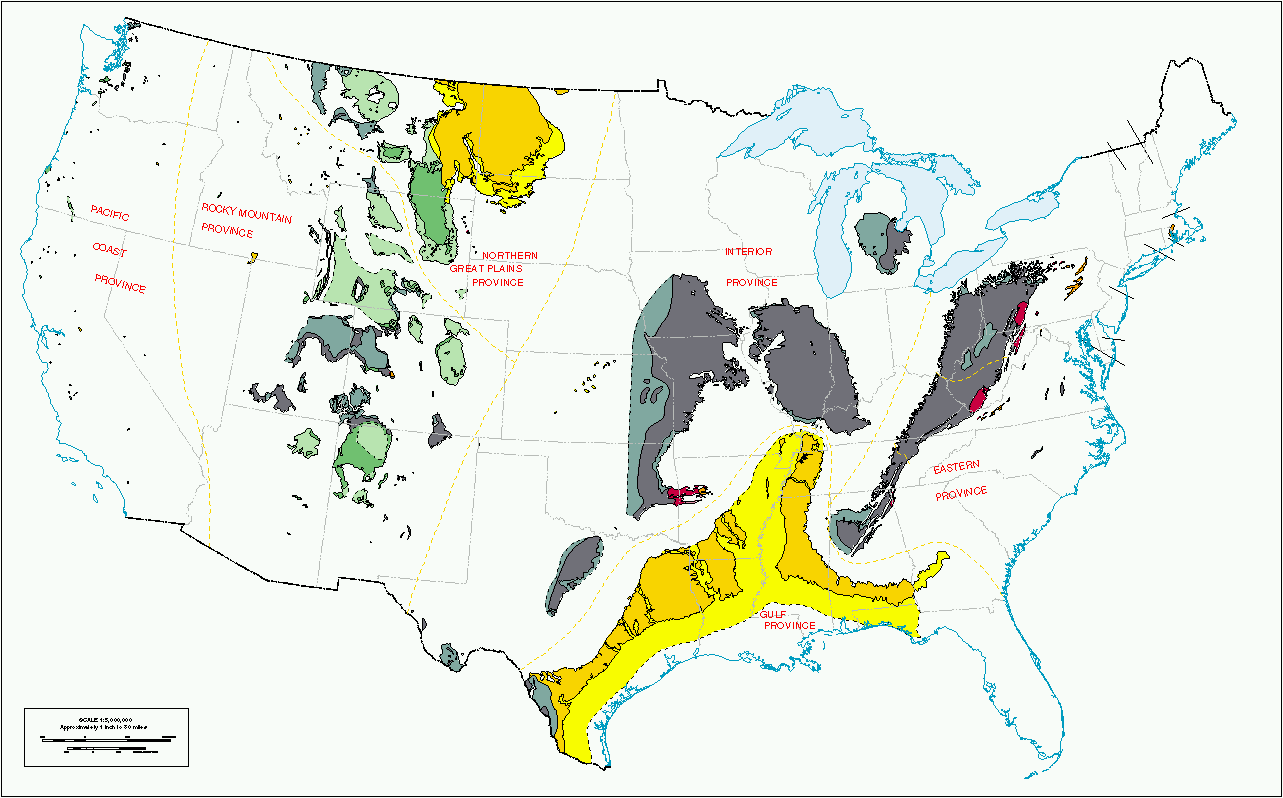
Регіони поширення вугілля в США.

США володіють найбільшими у світі підтвердженими запасами вугілля всіх типів. Оцінені сумарні резерви вугілля в США — 3,6 трлн т, в тому числі, придатних для видобутку сучасними методами — 461 млрд т [Coal Int. — 2000. — 248, № 5. — Р. 191–193, 195–197]. Кам'яне (бітумінозне) вугілля і антрацити зосереджені у вугільних басейнах східної і центральної частини країни: Аппалачському (штати Пенсильванія — Пенсильванський вугільний басейн, Огайо, Західна Вірджинія, Теннессі, Алабама, східна частина Кентуккі), Іллінойському (штати Іллінойс, західна частина Кентуккі, Індіана), Внутрішньому Західному (штати Айова, Міссурі, Оклахома, Канзас, Небраска) і Пенсильванському (західна частина штату Пенсильванія, антрацити). Басейни з бурим і суббітумінозним вугіллям розташовані в західній частині (штати Північна і Південна Дакота, Вайомінг, Монтана, Юта, Колорадо, Аризона, Нью-Мексико), а також на півдні країни (штати Техас, Арканзас, Міссісіпі, Луїзіана, Алабама). Ряд малоосвоєних басейнів відомий на Алясці, зокрема басейн Лісберн-Колвілл. Осн. пром. вугленосність приурочена до відкладів кам'яновугільного (пенсильванського), крейдового і палеогенового віку. Вугільні басейни пов'язані з великими платформними синеклізами (Іллінойський, Внутрішній Західний, Форт-Юніон), передовими прогинами пізніх герцинід (Аппалачський, Пенсильванський) і епіплатформним орогеном (басейни Зах. штатів: Юінта, Сан-Хуан-Рівер, Ґрін-Рівер та інш.). Запаси вугілля в США характеризуються в основному пологим заляганням пластів (середня потужність — близько 1 м) на невеликій глибині, поширеністю на великих площах, стійкістю бічних порід, помірним вмістом води та газу, а також великою різноманітністю типів вугілля і загалом високою їх якістю.

### Уран
Див. Уран Сполучених Штатів Америки
Уран. За запасами уранових руд США входять у першу 8-ку країн світу (після Австралії, ПАР, Канади і Бразилії, Росії, Казахстану, Намібії, 1999). Пром. запаси урану зосереджені в зах. районах країни, в трьох основних рудних провінціях: на плато Колорадо (рудні райони Грантс, Юраванський пояс, Лісбон-Валлі і інш.), в міжгірських западинах шт. Вайомінг (рудні райони Шерлі-Бейсін, Гас-Гіллс, Паудер-Рівер і інш.), в зах. частині прибережної рівнини Мексиканської затоки (родов. Фелдер, Панна-Марія і інш.). Ряд середніх за масштабами родов. є також в Кордильєрах. Осн. запаси уранових руд (понад 95 %) зосереджені в епігенетичних інфільтраційних родов., що залягають в неметаморфізованих теригенних породах тріасу-юри і неогену (еоцену) на глиб. від 0 до 1200 м. Сер. вміст в рудах 0,1-0,3 % U3O8. Гол. рудні мінерали: кофініт, оксиди урану, карнотит; іноді руди комплексні, урано-ванадієві (1,25-1,5 % V2O5). Невелика частина запасів укладена в гідротермальних жильних родовищах неогену.

### Залізо
Див. Залізо Сполучених Штатів Америки
Залізо. За запасами залізних руд США займають 1-е місце на Американському континенті (1999). У США є великі родов. залізняку, здатні забезпечити сировиною потреби країни. Гол. тип залізорудних родов. — пласто- і лінзоподібні тіла магнетит-гематитових руд в докембрійських залізистих кварцитах (таконітах). Великі родов. цього типу розташовуються на півночі США поблизу кордону з Канадою, в районі оз. Верхнє. У межах цього басейну знаходиться 89 % загальних запасів США. Найбільш великими за запасами є родов. Месабі (12 млрд т руди з сер. вмістом Fe 49 %), Маркетт (запаси руди 5 млрд т, вміст 41 %), Меноміні (запаси 5 млрд т, вміст 33 %) і Куюна (запаси 370 млн т, в тому числі 176 млн т залізо-марганцевих руд із вмістом Fe 30 % і Mn 10,5 %).
На початку XXI ст. більша частина запасів багатих руд в США вже видобута. За різними оцінками, розвідані запаси низькосортних руд, що залишилися становлять 2.6-6 млрд т. Значні запаси залізняку (0.9-2 млрд т) зосереджені в родовищах Бірмінгемського району. Руди складені переважно гематитовими оолітами і в середньому містять 35 % заліза.

### Титан
Див. Титан Сполучених Штатів Америки
США мають значні запаси титанових руд, укладених в родов. ільменіту; крім того, запаси підраховані в родов. рутилу. Всі запаси рутилу і 60 % запасів ільменіту — розсипи, представлені древніми і сучасними прибережно-морськими і річковими відкладами (шт. Флорида, Нью-Джерсі, Теннессі, Джорджія, Півд. і Півн. Кароліна і інш). Найбільше родов. — Трейл-Рідж в шт. Нью-Джерсі із запасами понад 300 млн т ільменітового піску, що містить бл. 2,0-2,5 % TiO2; інші розсипи дрібніші (Лейкхерст, Грін-Ков-Спрінгс, Хайленд і інш.). Сер. вміст TiO2 в рутилових розсипах 0,5-3,0 %, в ільменітових 1,0-5,0 %. Корінні родов. титану представлені ільменіт-магнетитовими рудами в масивах ультраосновних-основних порід. Велике родов. цього типу, пов'язане з габро-анортозитовим масивом Тегавус в шт. Нью-Йорк (29 млн т TiO2 при вмісті в руді 18-20 %). Інші запаси представлені біднішими (до 14 % TiO2) ільменіт-магнетитовими рудами в штатах Аляска, Вайомінг, Нью-Йорк і інш.

### Ванадій
Ванадій. На тер. США відомо три осн. типи родов. ванадієвих руд: ванадієносні фосфорити шт. Айдахо і Вайомінг (бл. 55 % запасів), інфільтраційні урано-ванадієві руди в пісковиках плато Колорадо (43 %) і власне ванадієві родов. в шт. Арканзас (2 %). У фосфоритах Айдахо міститься 0,1-0,3 % V2O5. У пісковиках плато Колорадо вміст V2O5 досягає 1,0 %. Родов. цього типу (Юраван, Егнар, Пандорі і інш.) відіграють осн. роль у видобутку ванадію в США.

### Марганець
Марганець. США не мають в своєму розпорядженні суттєвих запасів марганцевих руд і повністю залежать від імпорту. У рудах залізистих кварцитів району оз. Верхнє є 4-35 % Mn (родов. Куюна); ці руди використовуються як залізо-марганцеві.

### Берилій
Берилій. За запасами і ресурсами берилієвих руд США входить до п'ятірки провідних країн світу (за запасами — 1-е місце, 1999). Основу мінерально-сировинної бази країни складає велике родовище бертрандитових руд Спьор-Маунтін (Юта). Це вулканогенно-гідротермальне родовище палеогену. Вміст ВеО в руді, що добувається, високий 0,75-1,0 %.

### Боксити
Боксити. Порівняно невеликі запаси бокситів в США розосереджені в родов. невеликого масштабу в штатах Арканзас (родов. Арканзас — найбільше, 35 млн т бокситів), Джорджія (Андерсонвілл, Ірвінґтон), Алабама (Юфола), Міссісіпі (Тіппа-Бентон, Понтоток, Чаттануга), Вірджинія (Спотсвуд), на Гавайських о-вах (Кауаї, Мауї) і інш. Це родов. осадового, латеритного і полігенного типів. Бл. 30 % всіх запасів країни — низькоякісні боксити Гавайських о-вів.

### Вольфрам
Вольфрам. США займають 5-е місце у світі (після Китаю, Казахстану, Канади і Росії, 1999) за запасами вольфрамових руд (1999). За ресурсами вольфраму США займає 5-е місце у світі (після Китаю, Росії, Казахстану та Канади, 2000) — 3,6 % (0,8 млн т). Велика частина підтверджених запасів вольфраму (57 %) зосереджена в комплексних молібден-вольфрам-олов'яних рудах штокверкових родовищ. Відомо понад 50 родов. вольфраму в зах. штатах країни (Каліфорнія, Невада, Монтана, Юта, Орегон, Вашингтон, Айдахо) і на Алясці. Бл. 60 % запасів укладено в числ. скарнових родов. шеєліту, 40 % — у молібденовому штокверковому родов. Клаймакс. Вміст WO3 в рудах шеєлітових скарнів 0,5-1,0 %. Перспективне джерело вольфрамової сировини — ропа оз. Сьорлс (0,07 % WO3) в шт. Каліфорнія.

### Золото
Див. Золото Сполучених Штатів Америки
За російськими джерелами США за запасами золотих руд займають 2-е місце в західному світі після ПАР (1999) і 3-є у світі (після ПАР і Росії). Гірничим бюро і Геологічною службою США база запасів золота оцінюється дещо по-іншому: ПАР — в 38 тис. т, США — в 6 тис. т, Австралії — в 4.7 тис. т, Канади і Росії — по 3.5 тис. т, світова база — 72 тис. т. За даними цього ж джерела, за ресурсами золота США займає 5-е місце у світі; порівняльна картина така: ПАР — до 60 тис. т, Росія — понад 25 тис. т, Китай і Бразилія — по 7-10 тис. т в кожній, США — 5-7 тис. т.
Родовища золота характеризуються великою різноманітністю геол.-пром. типів. Осн. значення мають корінні золоторудні родов. (55 % запасів), 8 % припадає на розсипі і 37 % на золотовмісні (35 % на мідно-порфірові і 2 % — поліметалічні). Золотоносні райони розташовані вздовж зах. і південно-сх. узбережжя (відповідно приблизно 63 і 2 % запасів), в центр. частині країни (19 %) і на Алясці (13 %). Гол. золотоносний район (штати Каліфорнія, Невада, Аризона, Юта, Айдахо) приурочений до мезозойсько-кайнозойської складчастої системи Кордильєр. У центр. частині країни виділяється два золотоносних райони: Блек-Гіллс (велике родов. Гомстейк) і рудний пояс Колорадо.
На 1998 р. загальні ресурси Au на Алясці були збільшені до 1925,3 т, з яких 690,5 т по родов. Донлін Крік, Пеббл, Пого і Шотган.

### Кобальт
Кобальт. Сировинна база кобальтових руд в США невелика. Запаси низькоякісних кобальтових руд укладені в нікелевих латеритних і магматичних родов. а також в жильних родов. поліметалічних руд. У зв'язку з дефіцитом кобальту і ряду інш. видів к.к. велика увага приділяється вивченню залізо-марганцевих конкрецій на океанічному дні. При сер. вмісті кобальту в конкреціях Тихого ок. 0,22-0,36 %, першочерговими вважаються ділянки на глиб. до 2,5 км, що містять 0,4-1,2 % (до 2,5 %) кобальту.

### Літій
Літій. За запасами літієвих руд США в 1990-х рр. входили до першої п'ятірки країн. Родовища двох типів: сподуменових пегматитів шт. Півн. Кароліна (92 %) і розсоли оз. Сілвер-Пік в шт. Невада (8 %). Багаті сподуменом пегматитові дайки містять 1,5 % Li2O, а також альбіт і мусковіт. Підземні розсоли оз. Сілвер-Пік містять в середньому 0,04 % Li2O.

### Мідь

Географія родовищ міді в США

Мідь. За загальними і підтвердженими запасами мідних руд США займають 2-е місце у світі після Чилі (2003). Тут відомо понад 70 родов. міді майже всіх геол.-пром. типів. Бл. 86 % запасів укладено в мідно-порфірових родов.; з інших типів промислове значення мають стратиформні (5 %), колчеданні (5 %) і мідно-нікелеві родов. Перспективи виявлення нових пром. родов. міді є в складчастих областях зах. частини країни, зокрема в штатах Аризона, Монтана, Юта, Мічиган (родовище Лейк-Сьюперіор, Сан-Мануель).

### Молібден
Молібден. За загальними і підтвердженими запасами молібденових руд США займають 1-е місце у світі (2003). США володіють 28,5 % загальних і 28,4 % підтверджених світових запасів молібдену. В надпотужних молібденпорфірових родовищах Гендерсон, Клаймакс, Куеста і Куотс-Гілл укладено близько 70 % підтверджених запасів країни і 20 % світових. Вміст молібдену високий: 0.11-0.22 %.
Гол. типом пром. родов. молібденових руд є порфіровий (молібден-порфіровий — 56 %, комплексний мідно-порфіровий з молібденом — 44 % запасів). Сер. вміст молібдену в молібден-порфірових родов. 0,075-0,492 %, в мідно-порфірових 0,008-0,075 %. Усього в США відомо понад 30 родов. з пром. запасами молібдену, переважно більшість з яких експлуатується. Молібденові родов. поширені в зах. штатах і приурочені до порфірових інтрузій гранітоїдного складу. Родовища власне молібденового типу: Кварц-Гілл на Аляці, Клаймакс, Хендерсон, Маунт-Еммонс, Куеста, Гоат-Гілл, в шт. Нью-Мексико, Томпсон-Крік в шт. Айдахо. Руди вкраплені і прожилково-вкраплені.

### Нікель
Нікель. Запаси нікелевих руд в США дуже обмежені і зосереджені в двох латеритних родов. силікатних руд в корі вивітрювання ультраосновних порід Нікел-Маунтін (шт. Орегон) і Гаскет-Маунтін (шт. Каліфорнія). Вміст нікелю в рудах до 1-1,5 %.
Олово. Близько 1/2 запасів (загалом незначних) олов'яних руд США укладено в молібденовому родов. Клаймакс. Вміст олова в рудах 0,006 %. З інш. родов. найзначніші метасоматичні родов. комплексних руд Лост-Рівер на п-ові Сьюард на Алясці, що містить каситерит, флюорит, мінерали берилію і вольфраму.

### Метали платинової групи
Метали платинової групи. За підтвердженими запасами МПГ США займають 5-у позицію у світі (після ПАР, Росії, Зімбабве і Канади, 1999). За прогнозними ресурсами МПГ США займає 2-е місце у світі — 9-10 тис. т (після ПАР — 15-25 тис. т; у світі разом — 40-60 тис. т, 2000). Запаси платинових руд укладені в осн. в мідних рудах родов. зах. штатів, незначна к-ть — в розсипних родов Аляски.
Найбільші родовища платиноїдів США — Стіллуотер (власник — компанія Stillwater Mining) розташоване в шт. Монтана, поблизу його південного кордону та Іст-Боулдер — за 21 км півн.-західніше від нього. Обидва родовища приурочені до південно-західного борту розшарованого лополіту основних-ультраосновних порід Стіллуотер. Вік порід, що складають лополіт, 2.7 млрд років. Підошва його залягає субгоризонтально на ранньоархейських ґнейсах і гранітоїдах. Лополіт має потужність 6-8 км і складений трьома серіями мафіт-ультрамафітових порід. У основі нижньої серії залягає горизонт норитів (потужністю 150 м) з прошарками бронзититів; вище залягають ультраосновні г.п. — гарцбургіти, бронзитити, перидотити і інш., що перешаровуються, з підлеглими шарами норитів. У низах середньої серії знаходиться потужний (до 800 м) горизонт норитів, в середній її частині — шар габро (300–600 м), у верхах — потужний (1100–1500 м) горизонт анортозитів і підлеглих їм троктолітів та габро. Верхня серія лополіту (400–1100 м) майже повністю складається з габро. У норитах нижнього горизонту середньої серії розташовується шар (або риф) J-M. Вміст МПГ в ньому 15-120 г/т. На порядок менші концентрації платиноїдів виявлені також в норитах підошви лополіту, у малопотужних прошарках хромітиту, а також в окремих збагачених хромітом ділянках тіл олівинових бронзититів. Продуктивний риф J-M простежується за простяганням на 45 км, за падінням максимально на 6.5 км. Середня потужність рифу — близько 2.4 м, середній вміст МПГ — 21.8 г/т [Engineering and Mining Journal. 2001. V.202, № 6].
На 1999 р підтверджені запаси родовища Стіллуотер категорії proven становили 1.764 млн т руди з сумарним вмістом платини і паладію 23.0 г/т, категорії probable — 21.216 млн т із вмістом платини і паладію 22.1 г/т; загальні підтверджені запаси платини і паладію — 509.5 т. Відношення паладію до платини в рудах з середнім вмістом платиноїдів 22.1 г/т становить 3.3 : 1.
На родовищі Іст-Боулдер (відрізок рифу J-M протяжністю близько 4 км в інтервалі глибин 500–600 м) на 1999 р підтверджені запаси руди категорії probable — 13.313 млн т з сумарним вмістом платини і паладію 22.1 г/т, або 294.2 т цих металів [Stillwater Mining Co. 1999 Annual Report. J-M Reef Reserves http://www.stillwatermining.com/ar99_JMReef.pdf%5Bнедоступне+посилання+з+квітня+2019%5D. 2000].
Підтверджені запаси платини і паладію обох родовищ становлять 803.7 т, з них паладію 616.8 т, платини — 186.9 т. Виявлені ресурси платиноїдів (з передбачуваними запасами) оцінені компанією Stillwater Mining в 854 т, а прогнозні ресурси — в 7 тис. т [Engineering and Mining Journal. 2001. V.202, № 3]. За інш. оцінками (Д. А. Додін і інш.) прогнозні ресурси МПГ в масиві Стіллуотер складають не менше за 30 тис. т.

### Свинець
Свинець. Станом на 1999 за загальними запасами свинцевих руд США займають 1-е місце, а за доведеними — 3-є місце (після Австралії і Казахстану) у світі. Відомо бл. 100 родов. свинцевих руд, в осн. в центрі і зах. частинах країни в найбільших гірничорудних районах: півд.-сх. шт. Міссурі (бл. 70 % запасів), Кьор-д'Алєн (4 %), верхня Міссісіпі (3 %), на Алясці (10 %) і Трі-Стейтс (бл. 1 %). На інші числ. райони припадає 10-15 % запасів свинцевих руд. Осн. запаси (бл. 80 %) містяться в стратиформних родов. типу «долини Міссісіпі», звичайно локалізованих в мілководних мор. карбонатних і теригенних відкладах ниж. палеозою. Середній вміст свинцю в рудах 3-8 %, цинку 0,5-1,5 %, міді 0,1 %. Домішки: нікель, кобальт, кадмій, срібло, ґерманій, бісмут, індій.

### Цинк
Цинк. За запасами цинку США разом з Канадою поділяють 2-3-є місце у світі (після Казахстану, 1999). Найбільшими є стратиформні родов. типу «долини Міссісіпі». Бл. 60 % всього цинку, що добувається в країні дають руди цинкових родовищ, 15-20 % виходить попутно з свинцевих руд, 15-20 % — з комплексних свинцево-цинкових, 5 % — з мідно-цинкових, мідно-свинцевих, мідно-поліметалічних і інш. руд. Найбільші запаси цинкових руд зосереджені в карбонатних породах ниж. палеозою району Мідл-Теннессі (стратиформні родов. Елмвуд, Гордонсвілл, Стонуолл і інш.) та карбонатних породах протерозою району родов. Балмат-Едуардс (шт. Нью-Йорк). Вміст Zn в руді до 3,5-5,2 %.

### Ртуть
Ртуть. За ресурсами ртуті США займає 2-е місце на Американському континенті (після Мексики, 1999). Запаси ртутних руд зосереджені г.ч. в одному ртутному родов. Мак-Дьормітт (шт. Невада). Середній вміст ртуті в рудах 0,45 %.

### Срібло
Срібло. За запасами срібних руд США займають 2-е місце у світі (після Польщі, 2000). Родов. руд срібла відносяться до різноманітних геол.-промислових типів: власне срібні з попутними свинцем і цинком (бл. 35 % запасів, на 1990-і роки), родов. кольорових металів зі сріблом (64,5 %), золото-срібні (0,5 %). Серед власне срібних родов. найбільше жильних родов. срібла зі свинцем і цинком (бл. 80 % запасів). Географічно вони розташовані в районі Кьор-д'Алєн, шт. Айдахо. Жильні рудні тіла контролюються великим розломом, серед аргілітів і кварцитів докембрію. Найбагатші руди містять до 750–1100 г/т срібла. У інших вміст срібла становить 80-500 г/т. Серед родов. кольорових металів бл. 50 % запасів руд срібла містяться в мідно-порфірових родов. (наприклад, Бінгем), 28 % — на жильні поліметалічні (Бьютт), 17 % — стратиформні свинцево-цинкові і 5 % — інш. типів.
Станом на 2000 р. у США до 45 % загальних запасів і близько 65 % річного видобутку срібла припадає на гідротермальні родовища срібних і золото-срібних руд. У родовищах срібних руд Кер, Галена в рудному вузлі Кьор-д'Алєн, Саншайн, Рочестер, Сілвер-Валлі підтверджені запаси срібла коливаються від 1000 до 2500 т при вмісті його в рудах 400–800 г/т. В родовищах золото-срібних руд Мак-Коу-Ков, Раунд-Маунтін, Кінросс-Деламар, Дентон-Рохайд підтверджені запаси срібла становлять 300–1400 т при вмісті срібла 40-400 г/т. В родовищах міднопорфірового типу Місьон, Бінгхем, Моренсі та інш. зосереджено до 28 % загальних запасів і добувається 22 % срібла країни. Ці родовища характеризуються великими підтвердженими запасами срібла (2.5 7 тис. т) при вмісті його в рудах, що вимірюється першими десятками грамів на тонну. Меншу роль в мінерально-сировинній базі срібла США відіграють поліметалічні свинцево-цинкові родовища Ред-Дог, Грінс-Крік, Монтана-Таннельс. Підтверджені запаси срібла в рудах цих родовищ становлять 1.5-10 тис. т при вмісті срібла 60-600 г/т. Забезпеченість країни загальними запасами срібла при сучасному рівні видобутку — 13 років.

### Стибій
Стибій. Запаси стибієвих руд є в численних дрібних родов. типів: жильних кварц-антимонітових (Томпсон-Фолс, шт. Монтана), жильних комплексних срібло-стибієвих (Саншайн, шт. Айдахо) і стратиформних стибій-свинцевих («Свинцевий пояс» на півд.-сх. шт. Міссурі). Найбільше за запасами родов. Саншайн в рудному районі Кьор-д'Алєн, в рудах якого міститься бл. 0,3 % Sb.

### Фосфорити
Фосфорити. США володіють найбільшими ресурсами Р2О5 (23.7 % світових). Ресурси басейну Скелястих гір в США за деякими оцінками становлять 7.55 млрд т P2O5, інші джерела дають менші значення. У надрах США зосереджено 6,1 % світових загальних запасів фосфору. За запасами фосфоритів країна займає 2-е місце у світі (після Марокко, 2003). Осн. запаси фосфоритів в США (95 %) зосереджені в двох великих фосфоритоносних регіонах у Східно-Американській фосфоритоносній провінції (штати Флорида, Півн. та Півд. Кароліна) і Скелястих горах (штати Айдахо, Юта, Вайомінг, Монтана). Перспективи збільшення запасів фосфоритів в США пов'язуються з бас. Атлантичної берегової рівнини.

### Калійні солі
Калійні солі. США володіють значними запасами калійних солей, укладеними в осадових родов., а також у відкладах соленосних озер і озерних розсолах. Ресурси калійних солей в країні оцінюються в 6 млрд т. Руди залягають порівняно глибоко — в інтервалі від 1830 м до 3050 м.
На тер. США відомо три великих соленосних басейни: Делаверський, Парадокс (штати Юта, Колорадо) і Уїллстонський на кордоні з Канадою (штати Монтана, Півн. і Півд. Дакота). З соленосних озер найбільшими є Велике Солоне оз. (шт. Юта) і оз. Сьорлс (Каліфорнія). Осн. запаси калійних солей зосереджені на Карлсбадському родов. Делаверського бас.

### Природна сода
Природна сода. США мають значні запаси природної соди. Викопна сода (трона), що має пром. значення, відома в складі еоценової товщі Ґрін-Рівер (Вірджинія). Природну соду видобувають з озер шт. Каліфорнія (Сьорлс і інш.).

### Бор
Бор. За запасами борних руд США займають одне з провідних місць у світі. Осн. родов. борних руд відомі на півдні Каліфорнії, де вони локалізуються у вулканогенно-осадових озерних відкладах неогену. Найбільше в країні і в зах. світі родов. Борон в пустелі Мохаве (Мохейв) має запаси бл. 130 млн т руди (35 млн т В2О3), складеної натрієвими гідратами. Руди залягають на глиб. 40-340 м.

### Флюорит
Флюорит. США мають суттєві запаси флюориту, який міститься в числ. дрібних родов. в різних районах країни. Родов. представлені різноманітними геол.-пром. типами. Загалом по родов. країни сер. вміст флюориту становить бл. 37 %. Флюорит поширений також в комплексних свинцево-цинкових, олово-вольфрамових, молібденових, рідкіснометалічних і інш. рудах.

### Сірка
Сірка. За запасами самородної сірки США займають одне з провідних місць у світі. Осн. пром. тип родов. — інфільтраційно-метасоматичний. Родов. приурочені до ангідридвмісних порід (евапоритів) в осадових відкладах пермі (шт. Техас), а також до ангідритових покладів мезозою-кайнозою (шт. Луїзіана). Підлегле значення мають невеликі вулканічні родов. самородної сірки в штатах Каліфорнія і Невада. Найбільше родов. — Растлер-Гіллс (Растлер-Спрінгс) в Техасі із запасами 60 млн т при вмісті S 15-18 %.

### Барит
Барит. За запасами бариту США займають 3-є місце у світі (після Казахстану і Китаю, 1999). Прогнозні ресурси бариту категорій Р1+Р2 становлять 150 млн т [Mineral Commodity Summaries — http://minerals.er.usgs.gov/minerals/ [Архівовано 30 червня 2007 у Wayback Machine.]]. Основні баритові родовища США зосереджені в шт. Невада, де розробляються як пластові, так і жильні поклади. Найбільші з них — Грейстоун-Майн, Аргента-Майн, Маунтін-Спрінгс, Россі-Майн.
Головні типи родовищ: стратиформний (бл. 50 % запасів), жильний (30 %) і залишковий (20 %). За іншими даними бл. 80 % розвіданих запасів бариту припадає на стратиформні родов., бл. 20 % — на жильні. Стратиформні родов. належать до сер. палеозою, локалізовані в кременисто-сланцевих товщах і представлені пластовими тілами потужністю 1-15 м при площі в дек. км², вміст бариту досягає 50-95 %. Найбільші родов. відомі в шт. Невада, дрібні — в штатах Арканзас, Каліфорнія, Джорджія і Міссурі. Жильні родов. включають численні, частіше дрібні скупчення бариту, пов'язані з пустотами карстового і іншого походження у вапняках і доломіті ниж. палеозою. Вони поширені в штатах Міссурі, Алабама, Вірджинія, Теннессі, Джорджія і інш. Залишкові родов. формувалися при ерозії порід, що містили первинні баритові тіла. Потужність залишкових покладів від 3-5 м (шт. Міссурі) до 50 м (родов. Картерсвілл, шт. Джорджія). Вміст бариту в рудах в сер. 120–180 кг/м³.

### Азбест
Азбест. Запаси азбесту в США зосереджені в родов. хризотил-азбесту квебекського типу, пов'язаних з масивами серпентинітів і серпентинізованих ультраосновних порід на зах. країни, в межах Кордильєр, і на сході, в Аппалачах. Найзначніші родов. — Копперополіс і Санта-Ріта в шт. Каліфорнія. Вони являють собою штокверки з поперечно-волокнистим азбестом, сер. вміст якого становить бл. 10 %. Родов. аризонського типу представлені азбестовими зонами у вапняках. Найвідоміше з них — родовище Хрізотіл в штаті Аризона містить високоякісний довговолокнистий азбест.
США володіють численними родов. нерудної індустріальної сировини і буд. матеріалів (бентонітів, глин, облицювальних каменів, мармуру, піску, гравію, щебеню тощо). Відомий ряд родов. дорогоцінних і виробних каменів, з яких найбільше значення мають бірюза, турмалін, сапфір, хризоліт, скам'яніле дерево, рожевий кварц і нефрит. Велика бірюзова провінція розташована в штатах Колорадо, Нью-Мексико, Аризона, Невада і Каліфорнія. Родов. пов'язані з корами вивітрювання гранітоїдів і кислими ефузивами порфірової формації верх. крейди-олігоцену з сульфідною поліметалічною мінералізацією. У шт. Монтана знаходиться велике родов. сапфіру Його-Галш, представлене протяжною (8 км) дайкою лампрофірів в нижньокарбонових вапняках формації Едісон. Найбільші родов. ювелірного турмаліну, кунциту і рожевого берилу: Пала, Сан-Дієго, Хімалей (шт. Каліфорнія). Ювелірні камені зустрічаються в дайках міаролових мікроклін-альбітових пегматитів з лепідолітом, що залягають в габро поблизу контакту з Південно-Каліфорнійським гранітним масивом. Аналогічні турмалінові пегматити відомі в шт. Мен. Хризоліт є і в лужних олівінових базальтах пліоцену в шт. Аризона (Сан-Карлос в окрузі Апачі), агат — в ріолітах в шт. Орегон (округ Джефферсон, Уоско і Крук), декоративне скам'яніле дерево — в конґломератах тріасу (формації Шінарумп і Чайнл в шт. Аризона), нефрит, жадеїт і жад — в серпентинітах в шт. Вайомінг, на Алясці і в Каліфорнії.